# Tshokkoaivi
Tshokkoaivi är ett berg i Finland. Det ligger i Enontekis i landskapet Lappland, i den norra delen av landet, 900 km norr om huvudstaden Helsingfors. Toppen på Tshokkoaivi är 643 meter över havet, eller 124 meter över den omgivande terrängen. Bredden vid basen är 5,6 km.
Terrängen runt Tshokkoaivi är platt åt sydväst, men åt nordost är den kuperad.  Trakten runt Tshokkoaivi är nära nog obefolkad, med mindre än två invånare per kvadratkilometer. Det finns inga samhällen i närheten. Omgivningarna runt Tshokkoaivi är i huvudsak ett öppet busklandskap.